# Saison 4 de Black-ish
Chronologie
Saison 3 Saison 5
Cet article présente le guide des épisodes de la quatrième saison de la série télévisée américaine Black-ish.

## Généralités
- Aux États-Unis, cette quatrième saison a été diffusée du 3 octobre 2017 au 16 mai 2018 sur le réseau ABC.
- Au Canada, la saison a été diffusée 24h après la diffusion américaine sur Citytv.
- Le 30 octobre 2017, ABC prolonge la saison de deux épisodes supplémentaires portant finalement la saison à 24 épisodes[1], fianelement réduite à 23 épisodes en raison d'un épisode retiré par ABC qui l'a considéré comme trop politique[2].

## Distribution

### Acteurs principaux
- Anthony Anderson : Andre « Dre » Johnson Sr.
- Tracee Ellis Ross : Dr Rainbow « Bow » Johnson
- Laurence Fishburne : Earl « Pops » Johnson
- Marcus Scribner : Andre Johnson Jr.
- Miles Brown : Jack Johnson
- Marsai Martin : Diane Johnson
- Jenifer Lewis : Ruby Johnson
- Deon Cole : Charlie Telphy
- Peter Mackenzie (en) : Leslie Stevens

### Acteurs récurrents
- Yara Shahidi : Zoey Johnson (visites régulières depuis Grown-ish - 7 épisodes)
- Jeff Meacham : Josh

## Épisodes

### Épisode 1:Juneteenth
- États-Unis : 3 octobre 2017 sur ABC[3]
- Canada : 4 octobre 2017 sur Citytv[4]
- France : 16 octobre 2019 sur Canal+ France

- États-Unis : 4,71 millions de téléspectateurs[5] (première diffusion)

Aloe Blacc (lui-même)

### Épisode 2:Mère nature
- États-Unis : 10 octobre 2017 sur ABC
- Canada : 11 octobre 2017 sur Citytv
- France : 16 octobre 2019 sur Canal+ France

- États-Unis : 4,43 millions de téléspectateurs[6] (première diffusion)

### Épisode 3:Arnaques et contre-attaques
- États-Unis : 17 octobre 2017 sur ABC
- Canada : 18 octobre 2017 sur Citytv
- France : 16 octobre 2019 sur Canal+ France

- États-Unis : 4,03 millions de téléspectateurs[7] (première diffusion)

- Trevor Jackson (Aaron)
- Jeff Meacham (Josh)
- Allen Maldonado (Curtis)

### Épisode 4:Avancez jusqu'à la case départ (recevez $200)
- États-Unis : 24 octobre 2017 sur ABC
- Canada : 25 octobre 2017 sur Citytv
- France : 16 octobre 2019 sur Canal+ France

- États-Unis : 3,98 millions de téléspectateurs[8] (première diffusion)

### Épisode 5:L'école publique
- États-Unis : 31 octobre 2017 sur ABC
- Canada : 1er novembre 2017 sur Citytv
- France : 23 octobre 2019 sur Canal+ France

- États-Unis : 3,53 millions de téléspectateurs[9] (première diffusion)

### Épisode 6:Premières et dernières fois
- États-Unis : 7 novembre 2017 sur ABC
- Canada : 8 novembre 2017 sur Citytv
- France : 23 octobre 2019 sur Canal+ France

- États-Unis : 3,70 millions de téléspectateurs[10] (première diffusion)

- Anna Deavere Smith (Alicia)
- Jeff Meacham (Josh)
- Nelson Franklin (Connor Stevens)

### Épisode 7:Sortie de prison
- États-Unis : 14 novembre 2017 sur ABC
- Canada : 15 novembre 2017 sur Citytv
- France : 23 octobre 2019 sur Canal+ France

- États-Unis : 3,86 millions de téléspectateurs[11] (première diffusion)

### Épisode 8:À mon bon cœur
- États-Unis : 5 décembre 2017 sur ABC
- Canada : 6 décembre 2017 sur Citytv
- France : 23 octobre 2019 sur Canal+ France

- États-Unis : 4,04 millions de téléspectateurs[12] (première diffusion)

### Épisode 9: Titre français inconnu (Sugar Daddy)
- États-Unis : 12 décembre 2017 sur ABC
- Canada : 13 décembre 2017 sur Citytv
- France : 30 octobre 2019 sur Canal+ France

- États-Unis : 4,29 millions de téléspectateurs[13] (première diffusion)

### Épisode 10:Un choix de vie
- États-Unis : 2 janvier 2018 sur ABC
- Canada : 3 janvier 2018 sur Citytv
- France : 30 octobre 2019 sur Canal+ France

- États-Unis : 4,02 millions de téléspectateurs[14] (première diffusion)

- Jeff Meacham (Josh)
- Wanda Sykes (Daphne)

### Épisode 11:Héritage
- États-Unis : 9 janvier 2018 sur ABC
- Canada : 10 janvier 2018 sur Citytv
- France : 30 octobre 2019 sur Canal+ France

- États-Unis : 3,75 millions de téléspectateurs[15] (première diffusion)

- Rashida Jones
- Raven-Symoné

### Épisode 12:Maman a toujours raison
- États-Unis : 16 janvier 2018 sur ABC
- Canada : 17 janvier 2018 sur Citytv
- France : 30 octobre 2019 sur Canal+ France

- États-Unis : 3,76 millions de téléspectateurs[16] (première diffusion)

- Jeff Meacham (Josh)
- Nelson Franklin (Connor Stevens)
- Catherine Reitman (Lucy)

### Épisode 13: Femme entretenue
- États-Unis : 6 février 2018 sur ABC
- Canada : 7 février 2018 sur Citytv
- France : 6 novembre 2019 sur Canal+ France

- États-Unis : 3,72 millions de téléspectateurs[17] (première diffusion)

### Épisode 14: La guerre des mamies
- États-Unis : 13 mars 2018 sur ABC
- Canada : 14 mars 2018 sur Citytv
- France : 6 novembre 2019 sur Canal+ France

- États-Unis : 3,01 millions de téléspectateurs[18] (première diffusion)

### Épisode 15: Libres penseurs
- États-Unis : 13 mars 2018 sur ABC
- Canada : 14 mars 2018 sur Citytv
- France : 6 novembre 2019 sur Canal+ France

- États-Unis : 2,86 millions de téléspectateurs[18] (première diffusion)

### Épisode 16: L'anniversaire de Pops
- États-Unis : 20 mars 2018 sur ABC
- Canada : 21 mars 2018 sur Citytv
- France : 6 novembre 2019 sur Canal+ France

- États-Unis : 3,90 millions de téléspectateurs[19] (première diffusion)

### Épisode 17: Pâques dans la joie et la bonne humeur
- États-Unis : 27 mars 2018 sur ABC
- Canada : 28 mars 2018 sur Citytv
- France : 13 novembre 2019 sur Canal+ France

- États-Unis : 8,58 millions de téléspectateurs[20] (première diffusion)

### Épisode 18: Éducation noire
- États-Unis : 3 avril 2018 sur ABC
- Canada : 4 avril 2018 sur Citytv
- France : 13 novembre 2019 sur Canal+ France

- États-Unis : 5,27 millions de téléspectateurs[21] (première diffusion)

### Épisode 19: Une histoire de chien
- États-Unis : 10 avril 2018 sur ABC
- Canada : 11 avril 2018 sur Citytv
- France : 13 novembre 2019 sur Canal+ France

- États-Unis : 4,90 millions de téléspectateurs[22] (première diffusion)

### Épisode 20: Cinquante-trois pour cent
- États-Unis : 17 avril 2018 sur ABC
- Canada : 18 avril 2018 sur Citytv
- France : 13 novembre 2019 sur Canal+ France

- États-Unis : 4,04 millions de téléspectateurs[23] (première diffusion)

### Épisode 21: Souvenirs et désillusions
- États-Unis : 1er mai 2018 sur ABC
- Canada : 2 mai 2018 sur Citytv
- France : 20 novembre 2019 sur Canal+ France

- États-Unis : 4,45 millions de téléspectateurs[24] (première diffusion)

### Épisode 22: Dommage collatéral
- États-Unis : 8 mai 2018 sur ABC
- Canada : 9 mai 2018 sur Citytv
- France : 20 novembre 2019 sur Canal+ France

- États-Unis : 4,32 millions de téléspectateurs[25] (première diffusion)

### Épisode 23: La maison de mes rêves
- États-Unis : 15 mai 2018 sur ABC
- Canada : 16 mai 2018 sur Citytv
- France : 20 novembre 2019 sur Canal+ France

- États-Unis : 4,96 millions de téléspectateurs[26] (première diffusion)